# Fibra elàstica
Les fibres elàstiques són un component essencial de la matriu extracel·lular formada per feixos que donen una especial elasticitat. Estan formades per una proteïna, l'elastina, que forma la part amorfa, i per la fibril·lina, que són glucoproteïnes fibril·lars. La fibril·lina forma microfibril·les d'uns 12 micròmetres, formant una armadura sobre la qual es disposa la proteïna elastina. Hi ha tres tipus de fibres elàstiques en funció del diàmetre:
- 0,2 a 1 micròmetres. Formant una xarxa tridimensional. Cas de la derma i el pulmó.
- 4 a 5 micròmetres. Formant feixos paral·lels. Cas dels lligaments elàstics.
- Làmines fenestrades, en les parets arterials.

Les fibres elàstiques es formen mitjançant l'elastogènesi.
Les fibres elàstiques es troben a la pell, els pulmons, les artèries, les venes, el teixit connectiu propi, el cartílag elàstic, el lligament periodontal, el teixit fetal i altres teixits que han de patir estiraments mecànics.